# Liberdade para José Diogo
Liberdade para José Diogo (1975) é um documentário português de longa-metragem de Luís Galvão Teles, um dos filmes que definem o cinema militante, praticado em Portugal durante o PREC. Insere-se no movimento do Novo Cinema do pós 25 de Abril. Existe deste filme uma versão TV de quarenta e oito minutos.

## Ficha sumária
- Argumento: Luís Galvão Teles
- Realizador: Luís Galvão Teles
- Protagonista: João Diogo
- Produção: Cinequanon e João Franco
- Formato: 16 mm p/b
- Género: documentário histórico (filme militante)
- Duração: 66 min

## Sinopse
A câmara explora o caso de José Diogo, um camponês alentejano 36 anos, tratorista, que, sentindo-se reprimido e ofendido pelo patrão, um latifundiário alentejano, de trato violento e de convicções fascistas, o mata, no dia três de Setembro de 1974. O gesto não escapa ao sentir dominante da época e serve de motivo para o debate político, num dos pontos sensíveis da governação: a justiça. José Diogo é condenado. É encarcerado na prisão de Évora.
Erguem-se as vozes, clamasse-se que injustiça foi feita. José Diogo torna-se caso mediático. Reflecte o espírito da uma época em que a sede de justiça se junta à sede de vingança, coisas inseparáveis perante a premência de derrotar de vez o fascismo.
Gera-se um forte movimento de solidariedade. A velha Justiça vê-se a contas com o poder popular, o PREC não permitirá que ela se faça. O discurso torna-se radical. José Diogo é libertado sob caução. É julgado em tribunal popular. É absolvido e o patrão, depois de morto, acaba condenado.

## Enquadramento histórico
Liberdade para José Diogo é, desde que foi concluído, um dos filmes mais polémicos do cinema português. Surge em pleno PREC, é um dos seus produtos mais genuínos, na área das imagens animadas. Não obstante a banalização da linguagem radical que se institucionaliza, é tabu. A RTP, que co-produz a obra, suspende a sua emissão: sendo de esquerda, é considerada ideologicamente sectária, perigosamente tendenciosa no delicado processo em curso. Não é este, aliás, o único filme cuja emissão a televisão pública decide suspender.
«José Diogo ameaça tornar-se num Sacco e Vanzetti português». O que está em causa é «a luta do direito burguês contra a emancipação do proletariado, da ideologia burguesa contra a teoria revolucionária»,  O assassinato do latifundiário Columbano legitima-se assim por motivos políticos,  com fundamentos “legítimos”. Justifica-se por um imperativo histórico, mau grado as razões invocadas para condenar o acto pelo moralismo conformista de quem invoca as Tábuas da Lei.
Sensibilidade ética versus sensibilidade política e isto equaciona-se para além daquilo que está em jogo, na teoria ou na ideologia. Cabe a José Diogo a última palavra: «… não há nada a fazer, há que obedecer às leis, sabem bem que estamos em democracia, já não é o fascismo. (Fontes: IPC, fichas de filmes, 1975).

## Intérpretes
- João Diogo
- Sua mulher
- José Auguto Rocha
- Amadeu Lopes Sabino

## Ficha técnica
- Argumento: Luís Galvão Teles
- Realizador: Luís Galvão Teles
- Colaboração: Jorge Alves da Silva, Jorge Loureiro, Jorge Papoula, Associação de Ex-presos Políticos Antifascistas
- Produção: Cinequanon e João Franco
- Produção executiva: Leonel Brito
- Chefe de produção: João FrancoSecretária de produção: Cremilda Mourão
- Exteriores: Alentejo
- Material de arquivo: RTP
- Fotografia: Elso Roque
- Assistente de imagem: Pedro Efe
- Iluminação: Emídeo Castro e Carlos Afonso
- Director de som: João Diogo (pai)
- Assistente de som: João Diuogo
- Locução: Margarida Carpinteiro e Pedro Efe
- Música: Centro de Acção Cultural
- Montadora: Clara Diaz-Bérrio
- Assistente de montagem: Manuela Moura
- Formato: 16 mm p/b
- Género: documentário histórico (filme militante)
- Duração: 66’
- Laboratório de imagem: Ulyssea Filme e Tobis Portuguesa
- Laboratório de som: Valentim de Carvalho e Nacional Filmes
- Distribuição: Instituto Português de Cinema (IPC)